# Tipula mallophora
Tipula mallophora är en tvåvingeart som beskrevs av Alexander 1936. Tipula mallophora ingår i släktet Tipula och familjen storharkrankar. Inga underarter finns listade i Catalogue of Life.